# Noha Baz
Pour les articles homonymes, voir Baz.
Noha Baz est un médecin pédiatre de formation et diplômée des hautes études du goût et de la gastronomie, et auteure de plusieurs livres gastronomiques sur la transmission du goût et des traditions des tables libanaises.

## Biographie
Noha Baz est née à Alep. Sa mère est suissesse, son père libanais et ingénieur. Il a refusé d’adhérer au parti Baas et a dû quitter Alep pour Beyrouth avec sa famille en 1968. Elle a fait des études de médecine à Paris. En 1983, en pleine guerre du Liban, Noha Baz est interne aux urgences de l’Hôtel-Dieu de France à Beyrouth où elle est témoin de la mort d’un enfant de 8 ans, trop pauvre pour être soigné. Elle se spécialise en pédiatrie et travaille à l’hôpital Necker-Enfants malades. Noha Baz est membre de l’Académie européenne de pédiatrie et médecin expert pour Puressetiel.
Elle retourne au Liban au début des années 1990 et assure des consultations hebdomadaires gratuites pour enfants au dispensaire Saint-Antoine d’Achrafieh. Elle fonde, en 1997, l’association Les Petits Soleils, pour sauver les enfants défavorisés du Liban, ne bénéficiant pas de couverture médicale. Avec elle, plusieurs médecins travaillent bénévolement dans cette association. L’association couvre les frais d’hospitalisation, d’examens et de consultations des enfants. Elle fournit les médicaments, les prothèses et les vaccins. Elle récolte des fonds auprès de mécènes et de particuliers.
Parallèlement à son activité de médecin pédiatre, Noha Baz entreprend des études du goût et la gastronomie à l’université de Reims. Sa thèse porte sur La transmission du goût aux enfants. Elle obtient son diplôme en 2009 et devient analyste gastronomique et auteure de plusieurs livres gastronomiques. Elle reverse ses droits d’auteur à l’association Les Petits Soleils.
Noha Baz a obtenu plusieurs prix littéraires, dont le prix des écrivains gastronomes du Centre méditerranéen de littérature pour La recette d’où je viens en 2017, et le Gourmand World Cookbook pour La nuit de la pistache en 2019.
En 2014, elle crée, à Beyrouth, dans le cadre du Salon du livre francophone, le prix Ziryâb, en collaboration avec L’Orient littéraire, le supplément mensuel du journal L’Orient Le Jour. Ziryâb est un célèbre chanteur né en 789 en Mésopotamie et exilé à Cordoue en 822. Ziryâb fonda l’école musicale andalouse et fit connaître à l’Andalousie arabe les recettes de la gastronomie et de l’art de vivre de Bagdad. Le prix Ziryâb récompense des livres de cuisine écrits en français et « parlant d’une belle histoire de transmission ou de tradition gastronomique, racontant un savoir-faire familial, décrivant un patrimoine sous l’angle de la gastronomie ».

## Ouvrages
- La recette d’où je viens, L’Orient des livres, 2018,  (ISBN 9953599254)
- Il n’y a pas de honte à préférer le bonheur, éd. Alisio, 2019,  (ISBN 2379350388)
- La nuit de la Pistache, Noir blanc et Caetera, 2019,  (ISBN 9953043574)
- Le Zaatar, dix façons de le préparer, éd. de l’Épure, 2019,  (ISBN 235255330X)[2]
- La grenade : Dix façons de la préparer, éd. de l’Épure, 2020,  (ISBN 2352553512)
- Goûts du Liban, recettes et rencontres, Mango, 2021,  (ISBN 2317026846)[9].
- Les huiles essentielles, dix façons de les préparer,, éd. De l’Épure, 2021,  (ISBN 2352553644)
- Le Mastic de lentisque, dix façons de le préparer,, éd. De l’Épure, 2021,  (ISBN 2352553709)[10]
- Une patrie en vrac,, éd. Books on Demand, 2023,  (ISBN 232250100X)
- De miel et de lait, une histoire douceur du Liban,, éd. Books on Demand, 2024,  (ISBN 9782322507108)